# Пісковий Руслан Валерійович
Русла́н Вале́рійович Піскови́й (2001—2023) — український військовослужбовець, учасник російсько-української війни, Герой України (2024, посмертно). Майстер спорту України з кікбоксингу.

## З життєпису
Народився 2001 року. Займався кікбоксингом. Майстер спорту, шестиразовий чемпіон України з кікбоксингу, фіналіст чемпіонату Європи та срібний призер чемпіонату світу. Навчався в Національному університеті фізичного виховання і спорту України.
З перших днів повномасштабного вторгнення пішов разом з батьком на захист України. Старший солдат, стрілець другої роти 128-го батальйону 112-ї бригади.
18 квітня 2023 року зазнав смертельного вогнепального кульового наскрізного поранення голови біля міста Бахмут Донецької області.
Похований на Алеї Слави Лісового кладовища міста Києва.
Без Руслана лишилися мама Юлія Анатоліївна, тато Валерій Григорович, кохана дівчина.

## Нагороди
- Звання Герой України з удостоєнням ордена «Золота Зірка» (23 серпня 2024, посмертно) — за особисту мужність і героїзм, виявлені у захисті державного суверенітету та територіальної цілісності України, самовіддане служіння Українському народові[2].
- Почесний нагрудний знак Головнокомандувача ЗСУ «Золотий хрест»[3].

## Вшанування пам'яті
- 10 серпня 2024 року на проспекті Романа Шухевича у Дніпровському районі Києва відкрили мурал, присвячений загиблому захисникові України, старшому солдату 112-ї окремої бригади Сил ТрО ЗСУ Русланові Пісковому.[4]